# Ectot-lès-Baons
Ectot-lès-Baons is een gemeente in het Franse departement Seine-Maritime (regio Normandië) en telt 383 inwoners (1999). De plaats maakt deel uit van het arrondissement Rouen.

## Geografie
De oppervlakte van Ectot-lès-Baons bedraagt 4,9 km², de bevolkingsdichtheid is 78,2 inwoners per km².
De onderstaande kaart toont de ligging van Ectot-lès-Baons met de belangrijkste infrastructuur en aangrenzende gemeenten.

## Demografie
Onderstaande figuur toont het verloop van het inwonertal (bron: INSEE-tellingen).